# Cyp11c1
O Cyp11c1 é um gene de peixe que codifica uma enzima CYP450, que foi originalmente encontrada no paulistinha. Essa enzima catalisa principalmente a formação de cortisol e 11-cetotestosterona (11-KT). O 11-KT é o andrógeno endógeno no peixe-zebra.